# Charlotte Gmelin-Wilke
Charlotte Gmelin-Wilke (* 25. Juni 1906 in Schwabing; † 1982) war eine deutsche Buchillustratorin, die der Braunschweiger Künstlerfamilie Wilke entstammte.

## Leben
Charlotte Wilke wurde als Tochter von Rudolf Wilke und dessen Frau Amalie (geborene Brandes) in der Ainmillerstraße im Münchener Stadtteil Schwabing geboren. Sie studierte bei Willy Jaeckel an der Hochschule für Kunsterziehung in Berlin. Zu ihren Werken zählen insbesondere Buchillustrationen und Straßenszenen aus Paris. Gmelin-Wilke erstellte in den Jahren 1933 bis 1940 mehrere Zeichnungen für die satirische Zeitschrift Simplicissimus in München. Einige ihrer Bilder wurden im Künstlerlokal der strohhalm in Braunschweig ausgestellt und konnten dort auch gekauft werden. Sie gehörte neben dem Maler und Grafiker Gerd Burtchen (1920–1959), dem Fotografen Heinrich Heidersberger und dem Schriftsteller Peter Lufft zu den Gründungsmitgliedern dieser Lokalität.
Charlotte Wilke war die zweite Ehefrau des damaligen Leiters des Staatstheaters Braunschweig, Helmuth Gmelin, mit dem sie die gemeinsame Tochter Alexandra hatte. Gleichzeitig war sie die Stiefmutter von Gmelins Tochter aus erster Ehe, der späteren Schauspielerin Gerda Gmelin.

## Werke (Auswahl)
- Joli. Die Erzählung einer abenteuerlichen Indienreise. Greven, Köln 1949, OCLC 73407686.
- mit Thomas Susa: Hannover sehen und lieben. Verlagsges. Land u. Garten, Hannover 1953, OCLC 250207288 (Zeichnungen von Charlotte Gmelin-Wilke).
- mit Hermann Kindt: Braunschweig. Ein Führer durch das alte und neue Braunschweig. Limbach, Braunschweig 1954, OCLC 64517455 (Zeichnungen von Charlotte Gmelin-Wilke).